# Guastatoya
Guastatoya è un comune del Guatemala, capoluogo del dipartimento di El Progreso.
Il comune venne istituito l'11 ottobre 1825 e fece parte del Dipartimento di Jalapa dall'istituzione dello stesso nel 1873 fino al 1908, quando venne istituito il Dipartimento di El Progreso.